# Augustodunum

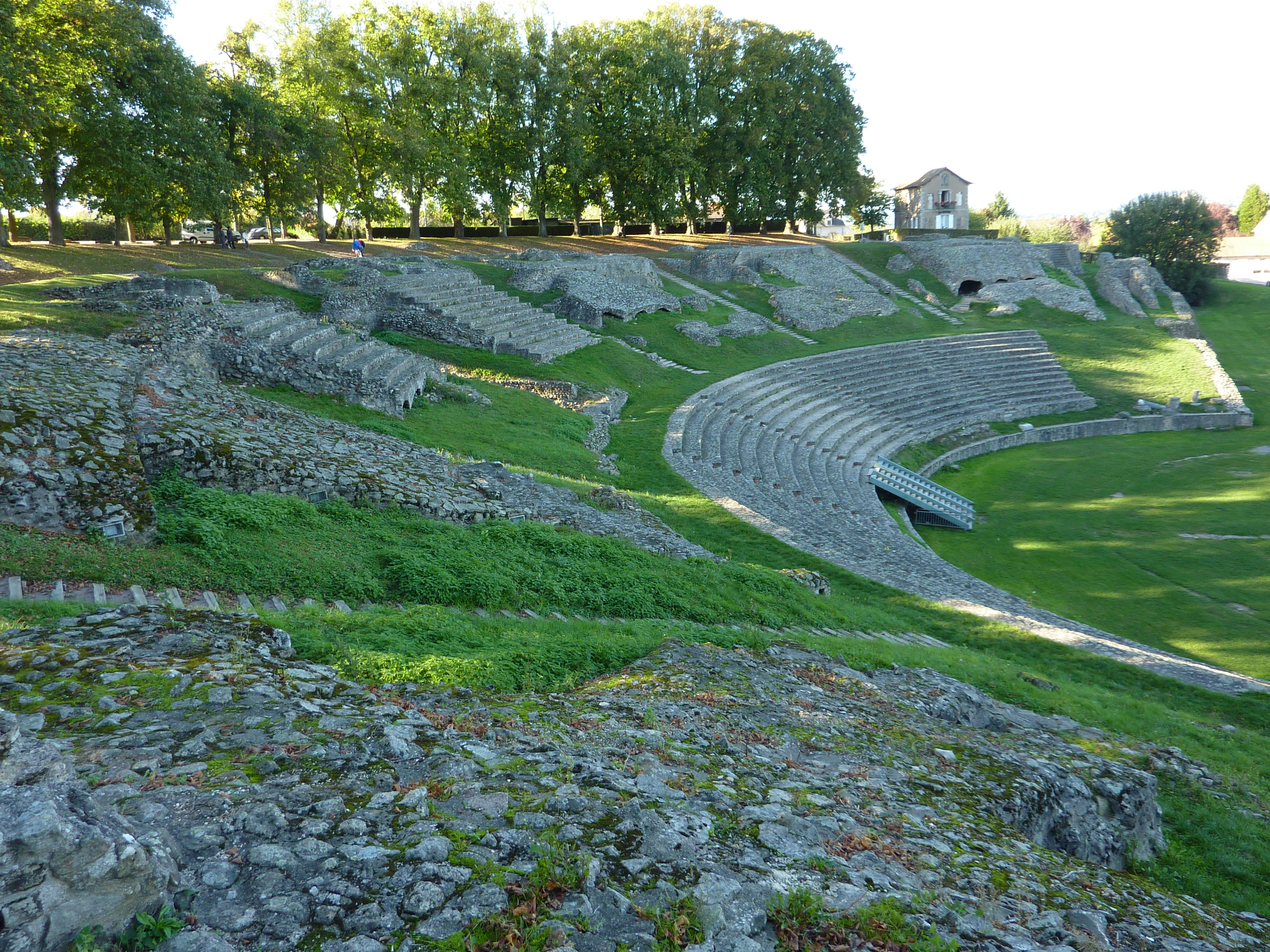
Het Romeins theater van Autun

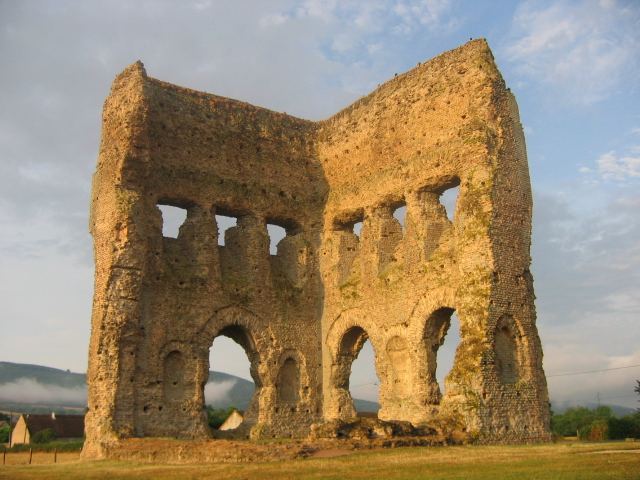
Romeinse Tempel van Janus

Augustodunum (het huidige Autun) was een Romeinse stad, die tijdens het bewind van de eerste Romeinse keizer, Augustus, naar wie de stad ook werd genoemd, werd gesticht. De naam betekent dun of fort van Augustus.
Verschillende elementen van de Romeinse architectuur zoals muren, poorten, tempels en een Romeins theater zijn bewaard gebleven. Zij zijn nog steeds zichtbaar in het moderne straatbeeld van Autun.

## Romeinse tijd
De stad werd de stamhoofdstad van de Keltische Aedui, die sinds de tijd van voor de verovering van Gallië door Julius Caesar bondgenoten en fratres ("broeders") van Rome waren geweest. Vanaf de stichting van Augustodunum was het de bedoeling dat de nieuwe stad het oppidum (heuvelfort) Bibracte, dat op zo'n 25 kilometer lag, zou vervangen. De plaats lag aan de Romeinse weg tussen Lyon en Boulogne en was daardoor beter bereikbaar dan Bibracte. Toch was de plaats op een sterk hellend plateau bij de samenvloeiing van de Ternin en de Arroux niet ideaal. Wellicht werd juist deze plaats gekozen wegens het eeuwenoude cultuscomplex aan de overkant van de Arroux. De houten tempel werd uitgebouwd tot een cultuscomplex met tempels en een eigen theater. Hiervan is de zogeheten Tempel van Janus het enige zichtbare overblijfsel.
De stad werd in 21 n.Chr. ingenomen door Julius Sacrovir. Zij werd de thuisbasis van de laatste opstand van de Galliërs. Sacrovir werd in de omgeving van de stad gedood.
Augustodunum had een Romeins theater en een (nu verdwenen) amfitheater. De stad had een 6 km lange stadsmuur met 53 torens en 4 stadspoorten, waarvan de Porte d'Arroux een was.
In de derde eeuw kwam Augustodunum in opstand tegen de overheersing door het Gallische keizerrijk. De stad schaarde zich aan de zijde van keizer Claudius Gothicus. Augustodunum werd in 270 eerst zeven maanden belegerd en vervolgens ingenomen en geplunderd door de troepen onder leiding van de keizer van het Gallische keizerrijk Victorinus. Onder de tetrarchie werd de stad opnieuw opgebouwd. De belegering en de wederopbouw zijn een generatie na deze gebeurtenissen verhaald door Gallische redenaars uit de school van Autun, in 298 door Eumenius en in 311 door een anoniem auteur in zijn panegyriek op keizer Constantijn I de Grote.. Augustodunum werd de bisschopszetel van het bisdom Autun (begin 4e eeuw).
In het jaar 356 werd Augustodunum belegerd door de Alemannen. Door de slechte toestand van de muren was de stad in groot gevaar. De stad werd gered door de komst van de keizer Julianus. Dit was van een van diens eerste militaire wapenfeiten.

## Vroege middeleeuwen

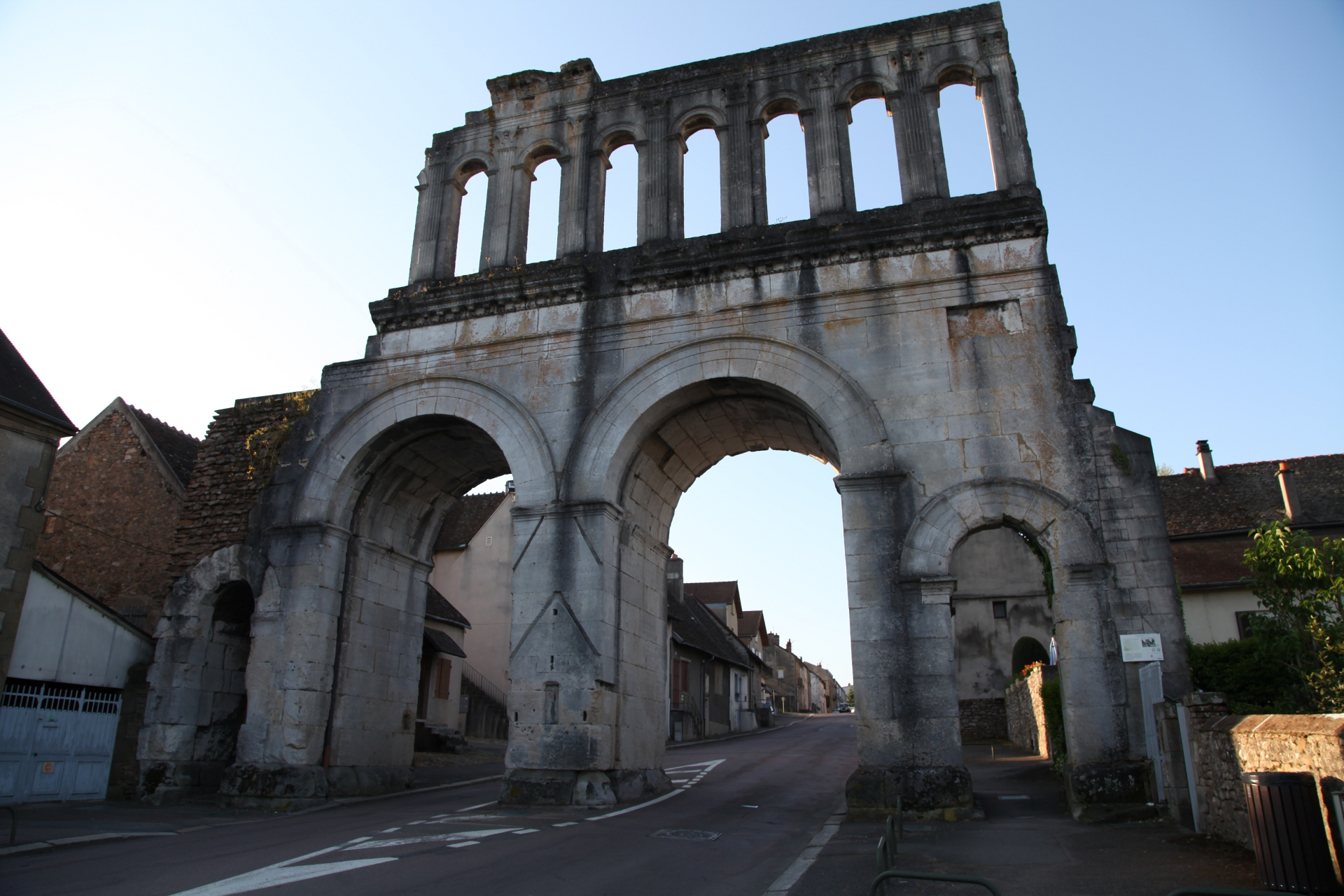
Porte d'Arroux

Vanaf ongeveer 443 viel Augustodunum onder het koninkrijk der Bourgondiërs.
In het jaar 532 vond voor de poorten van de stad de belangrijke slag bij Augustodunum plaats. Hierin versloegen de Franken de Bourgondiërs; de Franken annexeerden vervolgens het Bourgondische koninkrijk. Augustodunum fungeerde tot de plundering door de Omajjaden bijna twee honderd jaar later, als een van de Frankische hoofdsteden.
In 725 marcheerde de Omajjadische generaal Anbasa ibn Suhaym Al-Kalbi (عنبسة بن سحيم الكلبي) door de vallei van de Saône naar Augustodunum. Op 22 augustus 725 veroverde hij de stad na eerst de troepen onder leiding van de plaatselijke bisschop, Emilianus van Augustodunum te hebben gedood. De bisschop werd in de strijd gedood. Augustodunum markeert het meest oostelijke punt van de Omajjadische campagne in Europa. De moslims konden de stad echter niet lang behouden; Anbasa stierf kort daarna. Het is bekend dat de Omajjaden het volgende decennium plundertochten uitvoerden in de benedenloop van Rhône; hierbij was Uzès echter hun meest noordelijke bolwerk en Marseille mogelijk hun meest oostelijk steunpunt aan de kust.

## Voetnoten
1. ↑  (fr)  Nouvelles recherches archéologiques dans le quartier du temple dit de Janus à Autun (Saône-et-Loire) (pdf) Geraadpleegd op 4 september 2022.
2. ↑  Eumenius, Panegyrici Latini, V, 4, 1
3. ↑   Panegyrici Latini, VIII, 4, 2-3
4. ↑  Xavier Loriot en Daniel Nony, La crise de l'Empire romain, 235–285, Parijs, Armand Colin, 1997, ISBN 2-200-21677-7, blz. 79-80

## Externe bron
- Richard Stilwell e.a, The Princeton Encyclopedia of Classical Sites, Augustodunum